# 根本浩
根本 浩（ねもと ひろし、1973年 - ）は、文筆家・高等学校教諭（国語）。

## 略歴
茨城県出身。明治大学文学部卒業。
1998年より茨城県立高校教諭として教壇に立つ。2003年より執筆活動を開始。教育雑誌・週刊誌などへの寄稿を経て、現在は書籍執筆を中心に行う。筑摩書房主催の太宰治賞最終選考8編にもノミネートされた。
読売新聞夕刊にてコラム「漢字の達人」を2009年3月～2010年4月まで連載。日本テレビ「世界一受けたい授業」の講師としても出演経験あり。

## 著書
- 「語呂合わせで覚える　書けない漢字が書ける本」2021年(角川ソフィア文庫)
- 「子ども超訳　一生大切にしたい70の名言」2017年（ソフトバンククリエイティブ）
- 共著「猫と暮らす七十二候」2017年（二見書房）
- 「孫子ノート」2016年(リンダパブリッシャーズ)
- 「大和言葉で頭の体操」2015年（主婦の友インフォス情報社）
- 共著「一流の人はなぜ真正面からぶつからないのか」2014年（東邦出版）
- 「書けない漢字が書ける本2」2014年（角川SSC）
- 「漱石の人生相談」2013年(主婦の友インフォス情報社)
- 「もう一度読みたい教科書の名作」2013年(竹書房)
- 「杏仁豆腐はキョウニンドウフが正しい!」2012年(中央公論)
- 「折れない心になれる言葉」2012年(PHP)
- 「語呂合わせで覚える！　書くだけで幸せになるパワー漢字」2011年(徳間書店)
- 「面白くてよくわかる万葉集」2010年(アスペクト)
- 「面白くてよくわかる源氏物語」2010年(アスペクト)
- 「ビジネスマンの処世術――『老子』『荘子』「がんばらない」を極める人が成功する」2009年(大和出版)
- 「ビジネスマンの処世術――『論語』「あたりまえ」だけど大切にしたい人生の法則」2009年(大和出版)
- 「書けない漢字が書ける本」2009年（角川SSC）
- 「10秒で心が癒される言葉」2008年(PHP)
- 「ゆとり教育は本当に死んだのか?」2007年（角川SSC）
- 「根本式語呂で覚える難読漢字シリーズ」2006年（汐文社）
- 「歌で読む詩集シリーズ」2005年（金の星社）
- 「にほんご語源教科書」2004年（ソフトマジック）